# Boussoukoula
Pour le département, voir Boussoukoula (département).
Boussoukoula est un village et le chef-lieu du département et la commune rurale de Boussoukoula, situé dans la province du Noumbiel et la région du Sud-Ouest au Burkina Faso.

## Géographie
Boussoukoula est située à environ 60 km au sud de Gaoua, la ville burkinabè la plus importante de l'extrémité méridionale du pays, et à 20 km à l'ouest de Batié.
Le village est traversé par la route départementale 53, menant à la Côte d'Ivoire dont la frontière est distante de 5 km.

## Santé et éducation
Boussoukoula accueille un centre de santé et de promotion sociale (CSPS) tandis que le centre médical avec antenne chirurgicale (CMA) de la province se trouve à Batié.